# (8959) Oenanthe
(8959) Oenanthe est un astéroïde de la ceinture principale.

## Description
(8959) Oenanthe est un astéroïde de la ceinture principale. Il fut découvert le 24 septembre 1960 à l'observatoire Palomar par Cornelis Johannes van Houten, Ingrid van Houten-Groeneveld et Tom Gehrels. Il présente une orbite caractérisée par un demi-grand axe de 2,30 UA, une excentricité de 0,21 et une inclinaison de 2,1° par rapport à l'écliptique.
Il est nommé d'après le passereau Traquet motteux (Oenanthe oenanthe).

## Compléments